# Sarcophaga disneyi
Sarcophaga disneyi är en tvåvingeart som beskrevs av Blackith 1988. Sarcophaga disneyi ingår i släktet Sarcophaga och familjen köttflugor. Inga underarter finns listade i Catalogue of Life.